# Porrorchis hylae
Espèce
Synonymes
- Echinorhynchus hylae Johnston, 1914 (protonyme)
- Gordiorhynchus hylae (Johnston, 1914)

Porrorchis hylae est une espèce d'acanthocéphales de la famille des Plagiorhynchidae. Ce ver parasite de nombreux vertébrés d'Océanie et d'Asie du Sud-Est. Les adultes se trouvent dans le système digestif de différents oiseaux, hôtes définitifs qui s'infectent en consommant les divers reptiles et amphibiens servant d'hôtes paraténiques. Certains mammifères ont été signalés comme hôtes accidentels.

## Écologie et comportement

### Hôtes
Les hôtes définitifs de cette espèce, dans lesquels sont donc trouvées les formes adultes, regroupent plusieurs espèces d'oiseaux, telles le Coucal faisan (Centropus phasianinus) et le Coucal rufin (Centropus bengalensis lignator), le Podarge gris (Podargus strigoides), le Héron strié (Butorides striata amurensis), le Milan noir (Milvus migrans formosanus), le Petit-duc indien (Otus bakkamoena glabripes) et l'Œdicnème bridé (Burhinus grallarius),,. Des individus immatures ont été trouvés chez le Bulbul à oreillons bruns (Hypsipetes amaurotis nagamichii), le Serpentaire bacha (Spilornis cheela hoya) et le Monticole bleu (Monticola solitarius philippensis). Certains mammifères peuvent occasionnellement héberger l'espèce en tant qu'hôtes accidentels, comme la Civette indienne (Viverricula indica pallida), le Blaireau-furet de Chine (Melogale moschata subaurantiaca). En Nouvelle-Galles du Sud, l'espèce a aussi été retrouvé chez Antechinus stuartii, marsupial insectivore qui ne consomme pas de grenouilles : l'hôte avait possiblement mangé près d'un cadavre de grenouille ou consommé un arthropode infecté par l'acanthocéphale. Chez le Chat domestique (Felis catus) en Australie, il a été reporté des spécimens immatures de Porrorchis qui n'ont pas pu être identifiés au niveau de l'espèce mais qui concernaient probablement P. hylae, et dont les chats seraient hôtes accidentels à travers la consommation de grenouilles.
P. hylae, comme c'est courant chez le genre Porrorchis, utilise comme réservoir une grande variété de batraciens et reptiles. Parmi ces hôtes paraténiques, on compte en Asie les geckos Gekko monarchus et Hemidactylus frenatus, les serpents Trimeresurus stejnegeri, Psammodynastes pulverulentus, Ptyas dhumnades et Boiga trigonata, l'agame Japalura swinhonis et les amphibiens Fejervarya limnocharis et Hoplobatrachus rugulosus,,. Sur le continent australien, les hôtes paraténiques comprennent les amphibiens Dryopsophus caeruleus, D. aureus, Limnodynastes dorsalis, Rhinella marina et le lézard Lialis burtonis,,,.

## Répartition
P. hylae parasite divers vertébrés d'Océanie et d'Asie du Sud-Est, dont l'île de Taïwan.

## Taxinomie
L'espèce est décrite en 1914 par le parasitologiste australien Thomas H. Johnston sous le protonyme Echinorhynchus hylae, d'après un individu trouvé enkysté dans le foie d'une Rainette de White (Dryopsophus caeruleus) du Queensland. En 1948, Johnston et Stanley J. Edmonds proposent de déplacer l'espèce vers le genre Gordiorhynchus Meyer, 1931. Edmonds propose le genre Pseudoporrorchis en 1957, mais Gerald D. Schmidt et Robert E. Kuntz placent finalement l'espèce dans le genre Porrorchis en 1967.
Porrorchis centropusi, décrit en 1933 du Petit-duc de Luçon (Otus megalotis), est traité comme synonyme de P. hylae par Gerald D. Schmidt et Robert E. Kuntz en 1967. Si cette décision est souvent reprise par d'autres auteurs par la suite, d'autres encore traitent les deux taxons comme espèces bien distinctes.